# Steel (rete televisiva)
Steel è stato un canale televisivo a pagamento di Mediaset Premium (LCN 323), la piattaforma televisiva del gruppo Mediaset destinata alla televisione digitale terrestre ricevibile in Italia.
Steel era un brand di NBCUniversal in collaborazione con Mediaset per quanto riguarda la pubblicità e la fiction italiana.

## Storia
Steel e Steel +1 inizia le trasmissioni sabato 19 gennaio 2008 alle ore 13,30 insieme a Joi, Joi +1, Mya e Mya +1. Il target del canale era principalmente rivolto ad un pubblico maschile.
Il 1º luglio 2011 Steel +1 cessa le trasmissioni (insieme a Joi +1 e Mya +1) e la versione principale trasloca dal mux Dfree al mux Mediaset 1. Tale operazione comporterà successivamente il blocco delle trasmissioni durante l'attivazione dei canali Premium Calcio. Con il passare del tempo il palinsesto è stato notevolmente indebolito a causa della continua riorganizzazione editoriale di Mediaset Premium con il passaggio di molte serie agli altri canali della piattaforma. Successivamente, dal 1º gennaio 2013 viene eliminato lo spazio Syfy.
La mattina del 1º aprile 2013 alle 6:00, il canale chiude e si trasforma in Premium Action, che a differenza del canale precedente viene edito interamente da Mediaset senza il supporto della NBC Universal.

### Syfy
Syfy, noto precedentemente come Sci Fi, spazio di programmazione disponibile del canale interamente dedicato alla fantascienza, andava in onda il lunedì, martedì e venerdì dalle 21:15. Nato come deriva dal canale americano Syfy (trasmesso in diversi paesi oltre gli USA come canale autonomo); è sempre curato direttamente dalla NBC Universal come per il palinsesto di Steel.

## Palinsesto
Il canale trasmetteva principalmente contenuti come film, serie TV e fiction di genere thriller, horror, avventura, azione e commedia, oltre a contenuti dedicati alla fantascienza.

### Serie tv
- Being Human UK
- The Big Bang Theory
- Big Shots
- Bionic Woman
- Caprica
- Covert Affairs
- Chuck
- Day Break
- Distretto di Polizia
- Due uomini e mezzo
- Eleventh Hour
- Flash Gordon
- Fringe
- Generation Kill
- Grimm
- Hamburg Distretto 21
- Haven
- Heroes
- Human Target
- IT Crowd
- Knight Rider
- Moonlight
- Nikita (remake USA)
- Psych
- Revolution
- R.I.S. - Delitti imperfetti
- R.I.S. Roma - Delitti imperfetti
- Rookie Blue
- Sanctuary
- SeaQuest DSV
- Shattered
- Smallville
- Special Unit
- Supernatural
- Terminator: The Sarah Connor Chronicles
- The Sleep of Reason
- Trauma
- Tripping the Rift
- Una famiglia del terzo tipo
- Warehouse 13
- West Wing - Tutti gli uomini del Presidente

### Altri programmi
- Ghost Hunters International
- Percezioni